# Maywood (California)
Maywood è una città della Contea di Los Angeles, in California (Stati Uniti).